# Savignyplatz
Der Savignyplatz befindet sich im Berliner Ortsteil Charlottenburg. Das Areal mit heute sieben Straßeneinmündungen war bereits in dem 1862 in Kraft getretenen Bebauungsplan der Umgebungen Berlins (Hobrecht-Plan) verzeichnet und wurde 1887 nach dem Juristen Friedrich Carl von Savigny benannt. Im Berliner Sprachgebrauch wird der Name des Juristen, der französischen Ursprungs ist, auf der zweiten statt auf der ersten Silbe betont.
Der Blockplatz wird von drei Straßen durchkreuzt, wobei die Kantstraße als größte Straße in Ost-West-Richtung den Platz teilt. Die beiden anderen Straßen sind die Grolmanstraße (von Nordwest nach Südost) und die Knesebeckstraße (Nord-Süd-Richtung). Von der Nordostseite des Platzes führt die Carmerstraße als Einbahnstraße zum Steinplatz an der Hardenbergstraße.
Im Jahr 1892 erhielt der Savignyplatz eine durch die Kantstraße in zwei Hälften geteilte Grünanlage nach Entwürfen des städtischen Garteninspektors Ludwig Neßler, die 1926 von Erwin Barth zu einem Garten- und Erholungsplatz umgestaltet wurde. Sie ist eine gewidmete öffentliche Grün- und Erholungsanlage und ist als Gartendenkmal geschützt.
Der Bahnhof Savignyplatz (heutiger S-Bahnhof) an der Berliner Stadtbahn eröffnete 1896.

## Entwicklung

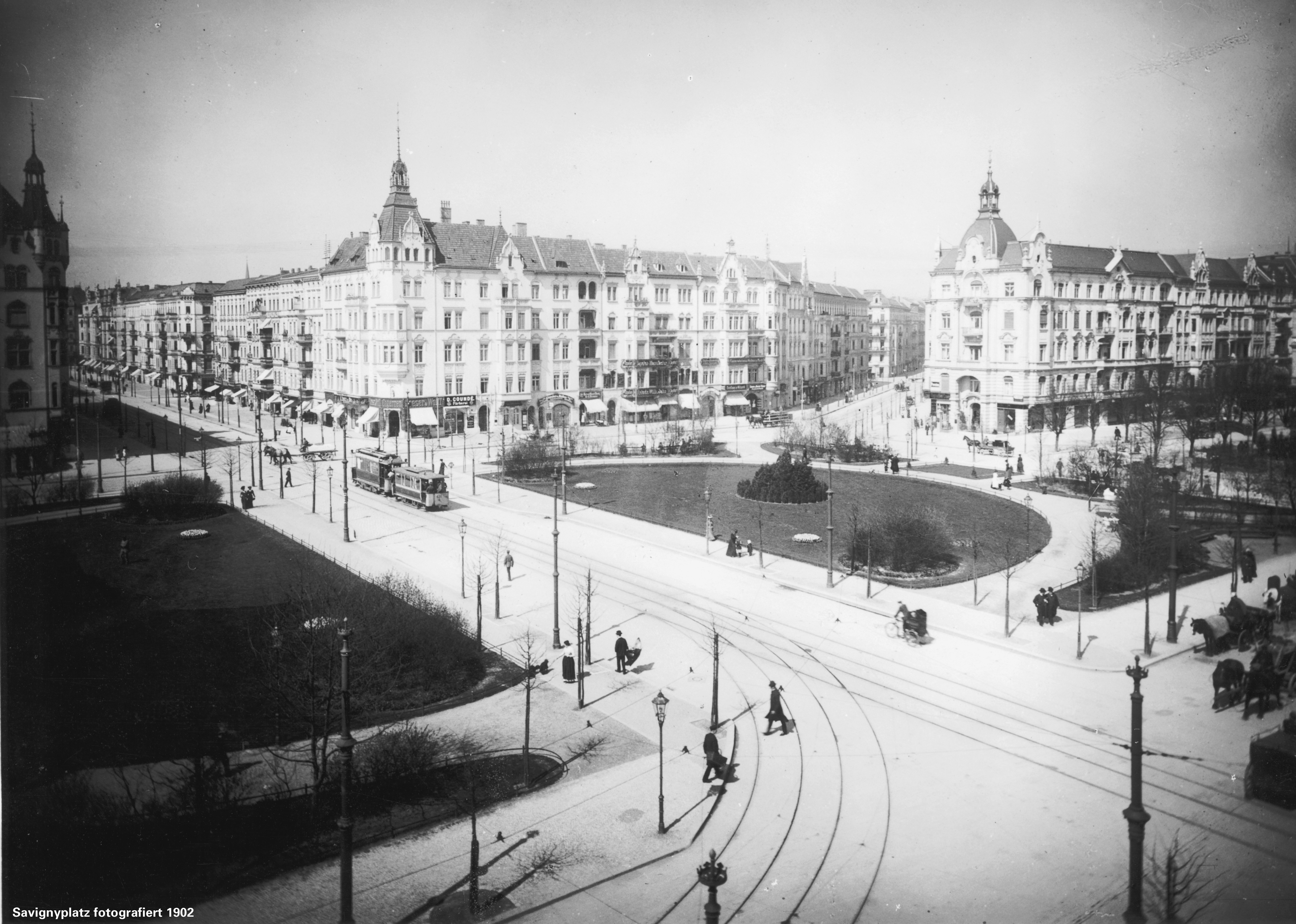
Der Savignyplatz, 1902

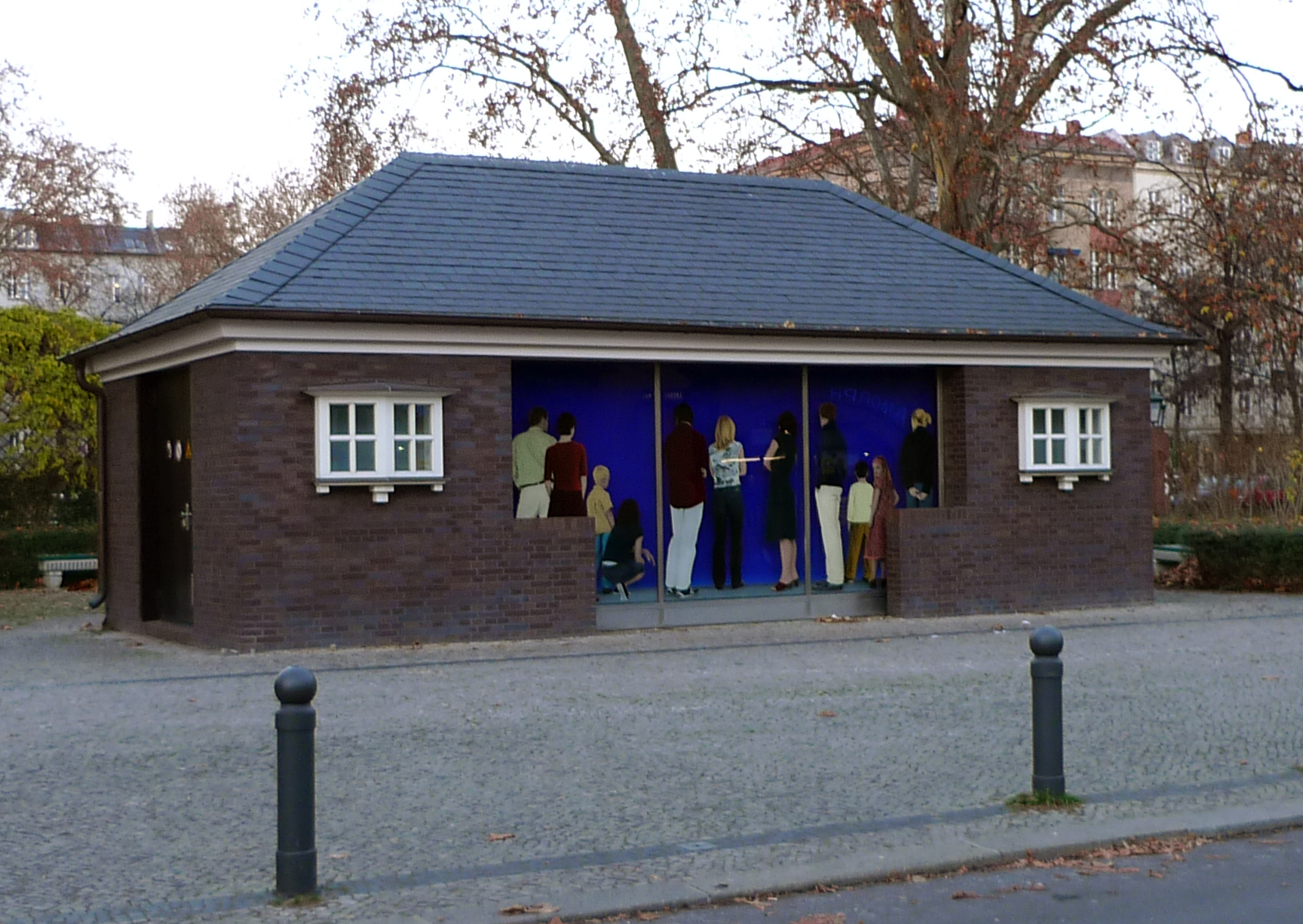
Das Stromhäuschen von 1926 ist eine Rekonstruktion aus dem Jahr 2007

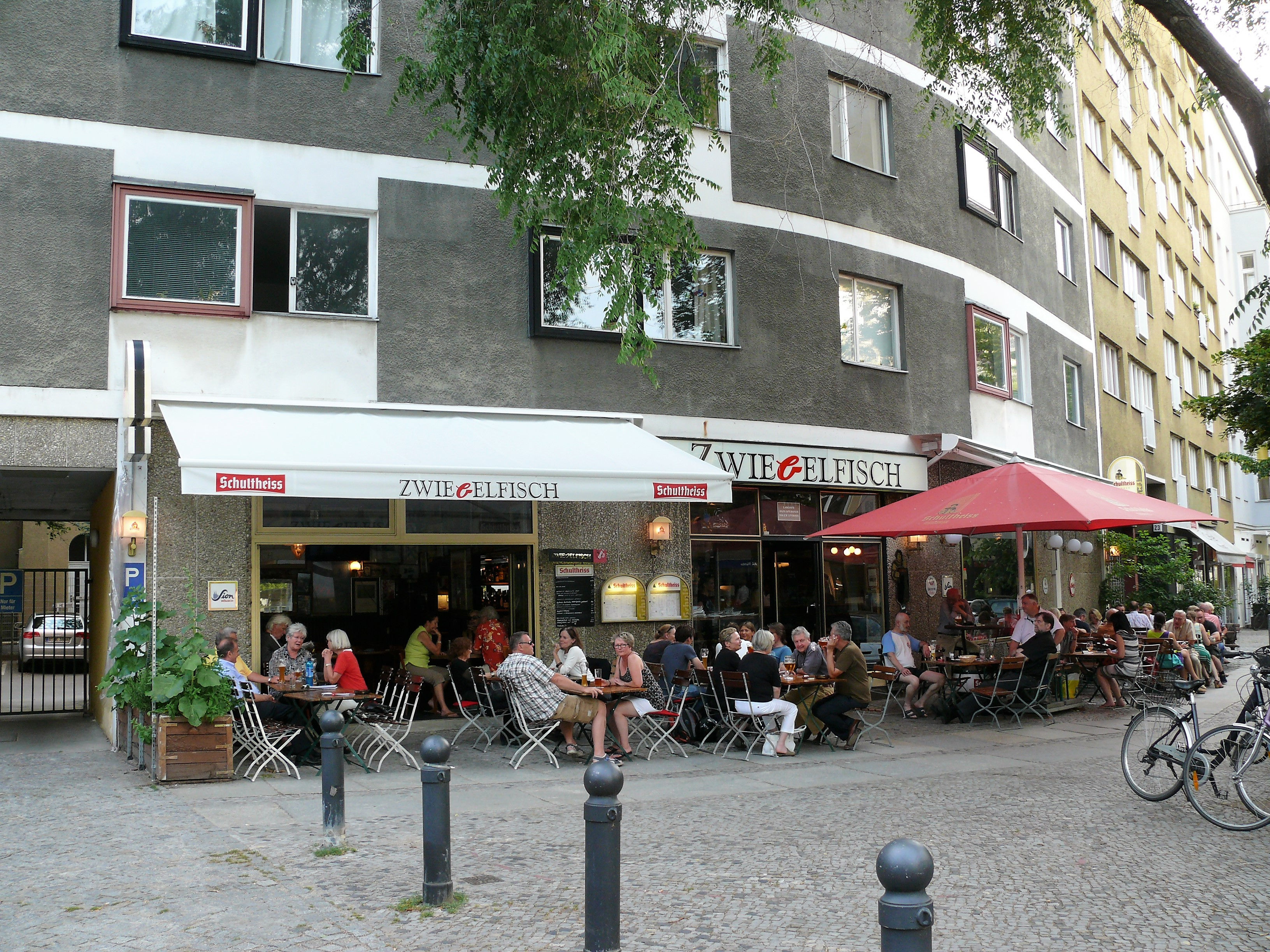
Zwiebelfisch (Kneipe) am Savignyplatz

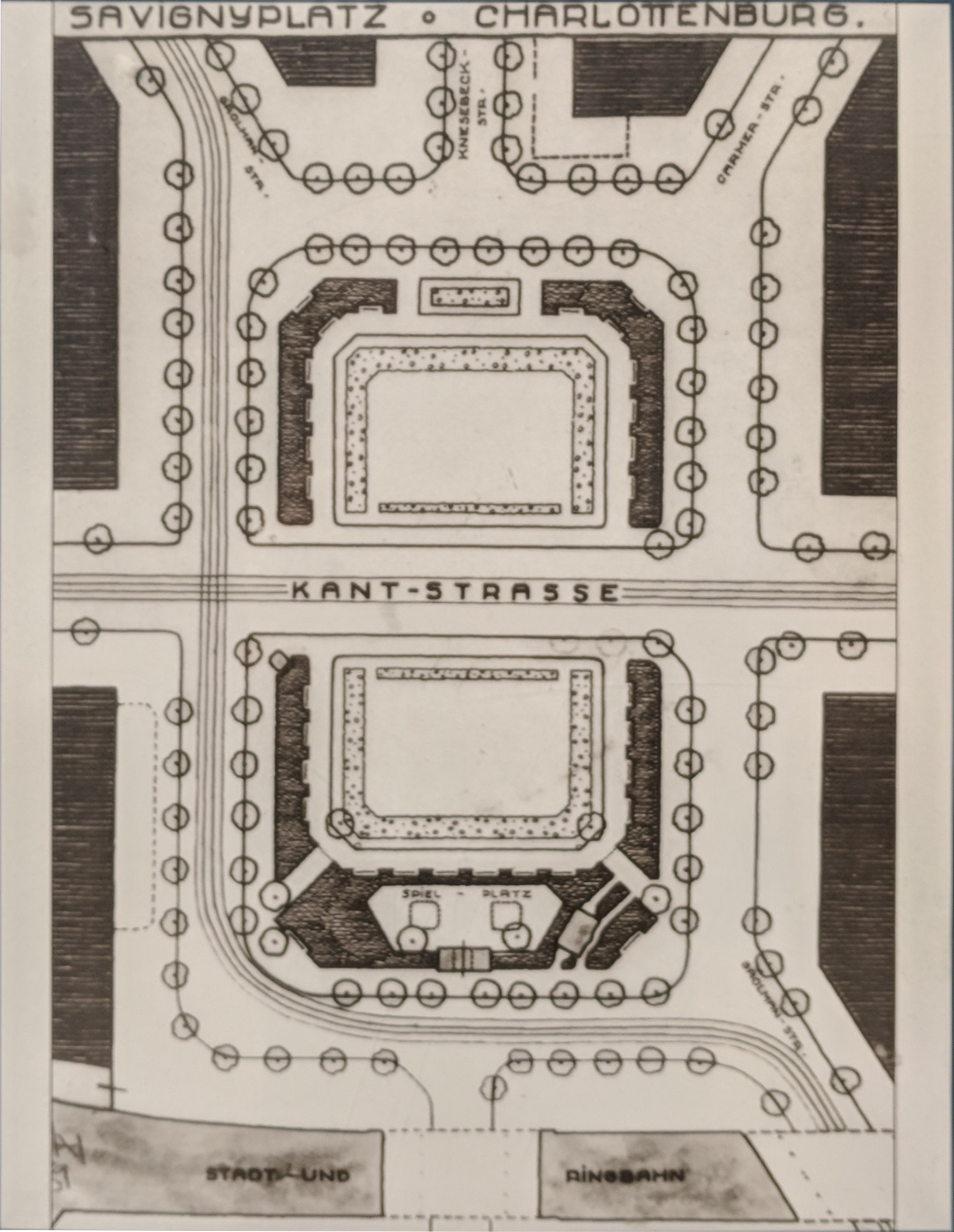
Entwurf von Erwin Barth aus dem Jahr 1926

In den Jahren 1926/1927 wurde der Savignyplatz durch den städtischen Gartenbaudirektor Erwin Barth und seinen Nachfolger im Amt mit Sitzlauben und Staudenrabatten umgestaltet. Nach vielen folgenden Veränderungen erhielt er anlässlich des 750-jährigen Stadtjubiläums 1987 durch den Gartenhistoriker und Gartenbaudirektor im Landesdenkmalamt Klaus von Krosigk seine ursprüngliche Gestalt zurück, allerdings ohne den früheren Spielplatz. Seitdem ist er ein Gartendenkmal.
Mitte der 1880er Jahre war geplant, ein Wendebassin für Ausflugsdampfer statt eines Stadtplatzes anzulegen. Er sollte Teil des Süd-West-Kanals werden, der dann aber zugunsten des Teltowkanals doch nicht gebaut wurde.
Auf der Nordhälfte wurden 1931 zwei gleiche Bronzeskulpturen Knabe mit Ziege von August Kraus (1928) aufgestellt. Als sie 1955 wieder aufgestellt wurden, war nur eine der beiden erhalten – die zweite ist ein Nachguss. Die Anordnung der Skulpturen ist symmetrisch zueinander, rund zehn Meter voneinander entfernt, parallel zu einer der Symmetrieachsen des Platzes, der Kantstraße.
Auf der Südhälfte des Platzes befindet sich ein Kiosk aus dem Jahr 1908 von Alfred Grenander. Dieser wurde für die Vereinigte Deutsche Kiosk- und Berliner Trinkhallen-Gesellschaft mbH erbaut und bis 1928 von der Gesellschaft betrieben. Bei der Platzumgestaltung von 1926/1927 musste der Kiosk um wenige Meter versetzt werden. Der durch Kriegszerstörungen verlorengegangene Dachaufbau des Kiosk wurde bei einer Sanierung 1987 durch den Architekten Werner Jockeit näherungsweise rekonstruiert. Er steht heute ebenfalls unter Denkmalschutz.
Im Jahr 2007 wurde das Stromhäuschen durch den Berliner Architekten Christian Koch rekonstruiert. Der früher offene Durchgang des 1926 entworfenen Häuschens wurde mit einer zeitgenössischen Kunstinstallation aus hinterleuchtetem Glas versehen.

## Bahnhof Savignyplatz

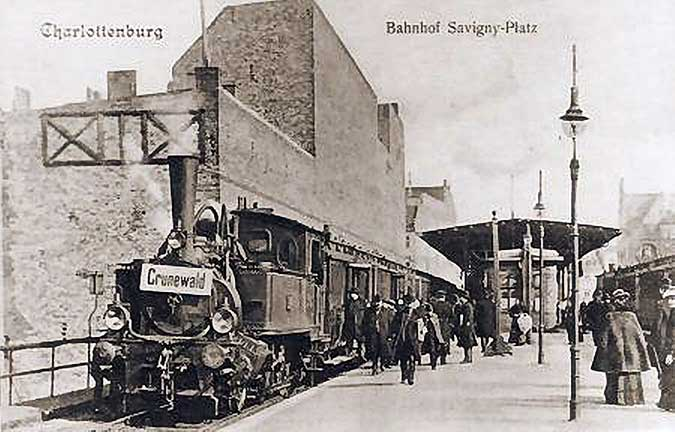
Bahnhof Savignyplatz, um 1900

Der an der südwestlichen Ecke des Platzes auf den gemauerten Stadtbahnbögen gelegene Bahnhof Savignyplatz wurde am 1. August 1896 eröffnet. Der jüngste Bahnhof der Berliner Stadtbahn steht heute unter Denkmalschutz. Er liegt zwischen den Bahnhöfen Zoologischer Garten (seit 1882) und Charlottenburg am Stuttgarter Platz (seit 1890). Den Mittelbahnsteig erreicht man über Zugänge in der Schlüterstraße und im Else-Ury-Bogen. Der Bahnhof wurde eher schlicht mit einem vier Meter hohen hölzernen Satteldach auf gusseisernen Säulen (Typ „Wannseebad“) gestaltet.

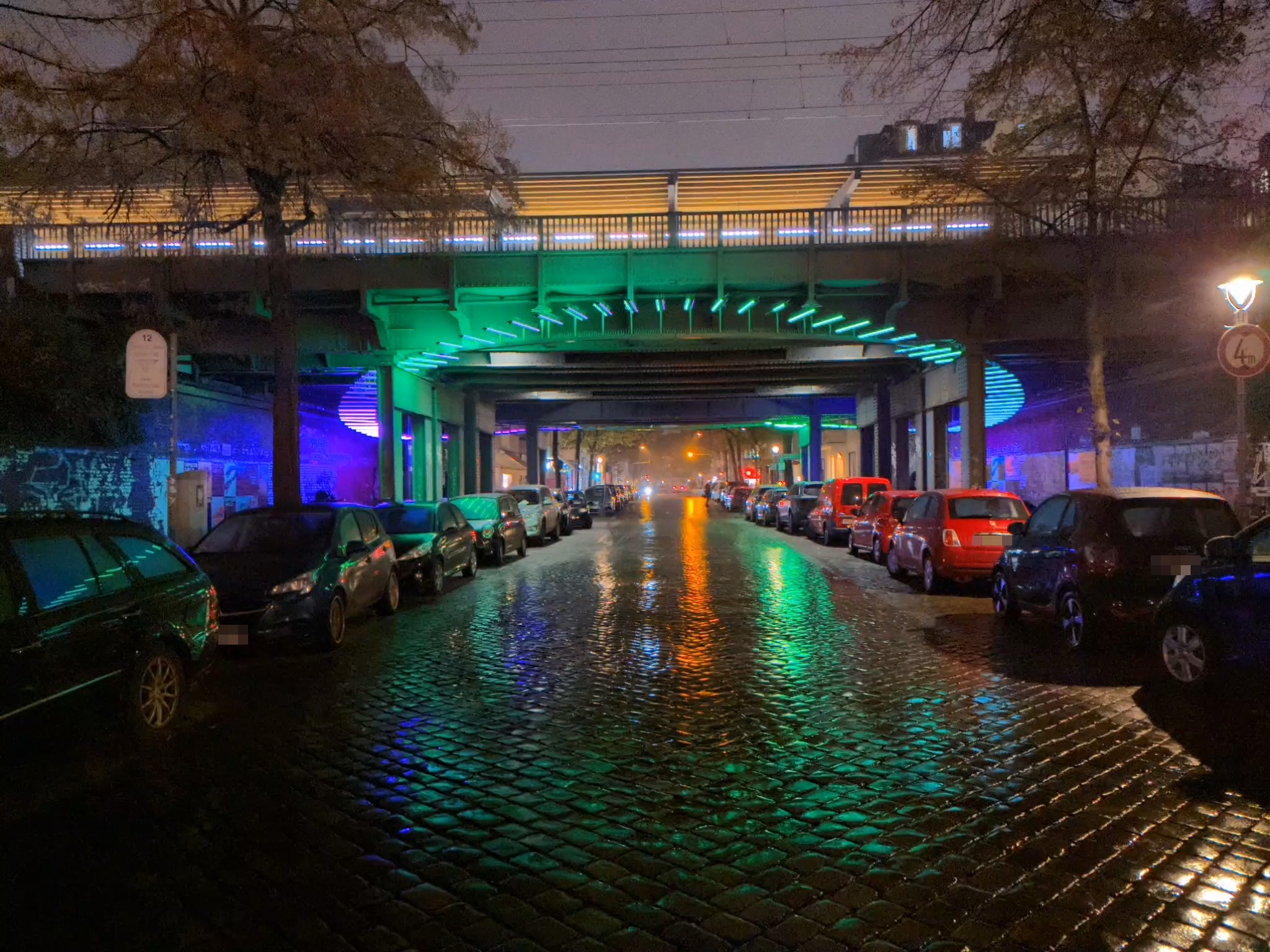
Lichtinstallationen, Teil der Perlenkette aus Licht

Die Bleibtreustraße kreuzt westlich des Platzes die Kantstraße und führt unter der Stadtbahnstrecke hindurch nach Süden. Die entsprechende Bahnbrücke ist Bestandteil des Projekts Perlenkette aus Licht, das aus Mitteln des Programms Aktive Zentren finanziert wird. Die damit verbundene künstlerische Lichtinstallation wurde am 27. September 2013 feierlich in Betrieb genommen. Die Lichtanlage kostete 200.000 Euro, für ihren dauerhaften Betrieb konnte die AG City Sponsorengelder einwerben.
Der S-Bahnhof ist von Gebäuden umgeben, von denen jedoch fast ausschließlich Brandmauern zu sehen sind. Auf der nördlichen Bahnhofsseite wurde 1986 im Rahmen der Sanierung des Bahnhofs die Brandmauer durch eine Künstlergruppe um den Künstler Ben Wagin mit der Wandbemalung Weltbaum II gestaltet. Die Kunst rund um den Bahnhof mahnt den Menschen, seine Verantwortung für die Umwelt ernst zu nehmen.

## Die Straßen rund um den Savignyplatz
Die Straßen rund um den Savignyplatz, wie eigentlich in der ganzen City-West, wurden Ende des 19. Jahrhunderts angelegt. Man findet am Platz keine Frauennamen, da man damals diese Straßen nach Geisteswissenschaftlern, Philosophen und Juristen benannte (so auch der Philosoph Leibniz, der Schriftsteller Wieland sowie die Historiker Giesebrecht, Niebuhr, Mommsen und Sybel).
Die Bleibtreustraße wurde 1897 nach dem Maler und Grafiker Georg Bleibtreu benannt. Er lebte bis zu seinem Tod in der nahen Knesebeckstraße. Die Carmerstraße erhielt 1892 ihren Namen nach dem Juristen und Politiker Graf Johann Heinrich Casimir von Carmer. Namensgeber der Kantstraße war der Philosoph Immanuel Kant (Benennung 1887). Die Knesebeckstraße wurde 1866 nach dem preußischen Feldmarschall Karl Friedrich Freiherr von dem Knesebeck und die Mommsenstraße 1897 nach dem Historiker und Nobelpreisträger für Literatur Theodor Mommsen benannt. Die Schlüterstraße erhielt 1885 nach dem Bildhauer und Architekten Andreas Schlüter ihren Namen. Schlüter gestaltete unter anderem das Berliner Zeughaus, große Teile des Berliner Schlosses, das Potsdamer Stadtschloss und das Reiterdenkmal des Großen Kurfürsten vor dem Schloss Charlottenburg. Die Motivation bei der 1874 erfolgten Benennung der Grolmanstraße ist heute nicht mehr restlos aufzuklären: Sie erfolgte vermutlich nach dem Juristen und Hauptredaktor des preußischen Landrechts (das ab 1820 von Savigny revidiert wurde) Heinrich Dietrich von Grolman und nicht nach seinem Sohn, dem General Karl Wilhelm Georg von Grolman.

## Gedenktafeln am und um den Savignyplatz
- Savignyplatz 5: George Grosz, Zeichner und Maler
- Bleibtreustraße 10/11: Mascha Kaléko, Dichterin, lebte hier von 1936 bis 1938. Das damalige Deutschland trieb sie ins Exil und verbot ihre Bücher. Sie emigrierte 1938 nach New York, lebte seit 1966 in Jerusalem.
- Bleibtreustraße 15: Tilla Durieux, Schauspielerin; ab 1903 an den Reinhardt-Bühnen in Berlin. Emigration 1933, Rückkehr nach Berlin 1952, lebte hier von 1966 bis 1971.
- Bleibtreustraße 15: Alfred Flechtheim, Kunsthändler, Verleger und Förderer der modernen Kunst; Gründer und Herausgeber der Zeitschrift Der Querschnitt, lebte hier von 1923 bis 1933. 1933 musste er emigrieren. Er starb im Londoner Exil.
- Bleibtreustraße 34/35: Das erste Büro des 1880 in Sankt Petersburg gegründeten ORT (Organisation-Rehabilitation-Training), ein jüdisches Berufsfortbildungswerk zur Förderung von Handwerk und Landwirtschaft unter den Juden, befand sich hier seit 1921. 1937 eröffnete ORT seine eigene Fachschule in Berlin, die zu einem Teil noch 1939 nach England gerettet werden konnte.
- Bleibtreustraße 38/39: Nathan Zuntz, Begründer der Luftfahrtmedizin, Professor für Tierphysiologie, lebte hier von 1914 bis 1919.
- Carmerstraße 12: Otto von Gierke, Rechtshistoriker, schrieb Das Deutsche Genossenschaftsrecht und Anna von Gierke, Leiterin der Ausbildungsstätte „Jugendheime e. V.“ (1898–1933) und Mitglied der Weimarer Nationalversammlung, lebten in der Carmerstraße 12, dem ehemaligen Wohnhaus der Familie Gierke.
- Kantstraße 30: Else Ury, Schriftstellerin, lebte hier von 1905 bis 1933. Die Verfasserin der Nesthäkchen-Romane wurde 1935 aus der Reichsschrifttumskammer ausgeschlossen, 1943 nach Auschwitz deportiert und dort umgebracht.
- Kantstraße 152: Carl von Ossietzky, Nobelpreisträger, wirkte hier von 1927 bis 1933 als Herausgeber der Weltbühne für Recht Freiheit Frieden und Völkerverständigung.
- Kantstraße 153: Rudolf Diesel, der Ingenieur und Erfinder des Dieselmotors, wohnte und arbeitete hier von 1893 bis 1894.
- Knesebeckstraße 11: Geburtshaus der Trickfilmpionierin Lotte Reiniger mit Gedenktafel
- Knesebeckstraße 12: Hedwig Courths-Mahler, Romanautorin, lebte hier von 1914 bis 1932.
- Knesebeckstraße 17: Emma Gumz (1899–1981) und Franz Gumz (1899–1945) lebten hier von 1900 bis 1981. Sie waren „Stille Helden“, die während der NS-Zeit Menschen jüdischer Herkunft halfen, indem sie sie versteckten oder beschützten. Viele verdanken ihnen ihr Leben.
- Knesebeckstraße 32: Emil Nikolaus von Reznicek, Komponist und Dirigent, lebte und wirkte hier von 1902 bis 1945.
- Mommsenstraße 6: Leo Blech lebte hier von 1913 bis zu seiner Emigration im Jahre 1937. Er war Komponist und Dirigent, Generalmusikdirektor an der Staatsoper Unter den Linden und am Deutschen Opernhaus Charlottenburg.
- Mommsenstraße 57: Günter Neumann, Komponist und Autor (Die Insulaner) wurde hier geboren.
- Schlüterstraße 21: Georgi Dimitroff, Generalsekretär der Komintern, ab 1946 bulgarischer Ministerpräsident, wirkte hier von 1930 bis 1933.

## Kultur und Freizeit
Rund um den Savignyplatz und seinen angrenzenden Straßen gibt es eine Vielzahl von Restaurants, Bars, Cafés, Jazzclubs, Kinos und Buchläden. Bekannt sind u. a. das Künstlerlokal Diener Tattersall (siehe Franz Diener), der Zwiebelfisch, die Dicke Wirtin.

## Filme
- Am Savignyplatz. Dokumentarfilm, Deutschland, 2012, 43:34 min, Buch und Regie: Caterina Woj, Produktion: rbb, Reihe: Berliner Ecken und Kanten, Erstsendung: 2. Juni 2012, Filminformationen von der Regisseurin.
 Unter anderem mit Aykut Kayacık, dem „heimlichen Bürgermeister“ des Savignyplatzes, und Verleger Klaus Wagenbach.
- Die rbb Reporter – Von 6 bis 6 am Savignyplatz. Dokumentarfilm, Deutschland, 2011, 30 min, Buch und Regie: Caterina Woj, Produktion: RBB, Erstsendung: 18. April 2012 beim RBB, Inhaltsangabe.